# Biotite
La biotite est un minéral du groupe des silicates, sous-groupe des phyllosilicates, de la famille des micas. De formule idéale K(Mg,Fe)3(OH,F)2Si3AlO10, elle contient généralement des traces de Mn, Ti, Li, Ba, Na, Sr, Cs et Cl.
La biotite n'est plus reconnue comme une espèce à part entière par l'Association internationale de minéralogie depuis 1998-1999. Le terme biotite peut être considéré comme désignant la série incluant la phlogopite, la sidérophyllite, l'annite (fluorannite, tétraferriannite) et l'eastonite. Le terme est employé par le commun pour désigner les micas de couleur sombre à noire, par opposition aux micas dits "blancs" tels que la muscovite.

## Inventeur et étymologie
Décrite par Johann Friedrich Ludwig Hausmann en 1847. Le nom de biotite vient de Jean-Baptiste Biot, physicien français qui a étudié les propriétés optiques de la famille des micas.

## Topotype
Monte Somma, Complexe volcanique Somma-Vésuve, Naples, Campanie, Italie.

## Cristallographie
La biotite est un phyllosilicate de type TOT, où deux couches de tétraèdres contenant majoritairement Si et Al encadrent une couche d'octaèdres surtout occupés par des cations divalents (Mg, Fe) et par l'Al. Les feuillets TOT sont séparés entre eux par des cations dits interfoliaires, tels que K, Na ou Cs. A la différence de la muscovite et des micas blancs dioctaédriques, la couche octaédrique de la biotite est entièrement occupée par des cations : les trois positions octaédriques disponibles (par unité de formule structurale) étant occupées, la biotite est dite trioctaédrique.
La biotite donne plusieurs polytypes au nombre de couches variable. La symétrie dépend de l'empilement des couches en chaque polytype. Les polytypes sont : 
- 2M (monoclinique), le plus commun ;
- 1M (monoclinique) ;
- 3T (trigonal).

## Gîtologie
C'est un des principaux composants des granites, du gneiss et des micaschistes. La biotite est un des minéraux constituant des roches plutoniques (granites, diorites, syénites, surtout dans les familles intermédiaires calco-alcalines), des roches métamorphiques (schistes, gneiss et micaschistes), et plus rarement dans les roches volcaniques (rhyolite, dacite, trachyte, andésite).

### Altération
L'altération aqueuse de la biotite produit fréquemment de la vermiculite ou de la chlorite, souvent accompagnées de microcristaux de rutile qui accumulent le titane initialement présent dans la biotite.

### Minéraux associés
Amphibole, andalousite, cordiérite, feldspaths potassiques, grenat, néphéline, muscovite, plagioclase, pyroxène, quartz, spinelle.

## Synonymie
- lépidomélane (la) (Soltmann) terme générique des micas noirs riches en fer, décrit à Presberg en  Wermeland (Värmland, Suède)[3].
- méroxène (le) (Johann August Friedrich Breithaupt); Décrit d'après les cristaux de Monte Somma vert-sombre très brillants[4]
- odénite[5]
- odérite (Berzelius)[6]

## Gisements
Canada
- Leduc Mine, St-Pierre-de-Wakefield, Wakefield, comté de Gatineau, Québec

 France
- La Bastide, Venteuges, Saugues, Haute-Loire, Auvergne[7]
- Chavence, Gilly-sur-Loire, Saône-et-Loire, Bourgogne[8]
- Terre Nères, Mérens-les-Vals, Ax-les-Thermes, Ariège, Midi-Pyrénées[9]

 Italie
- Monte Somma, Complexe volcanique Somma-Vésuve, Naples, Campanie topotype de l'espèce.
- Mt. Monzoni, Val di Fassa, Trentino-Alto Adige

 Russie
- Miass (Miask), Monts Ilmen, Chelyabinsk Oblast', Région de l'Oural[10]

## Galerie

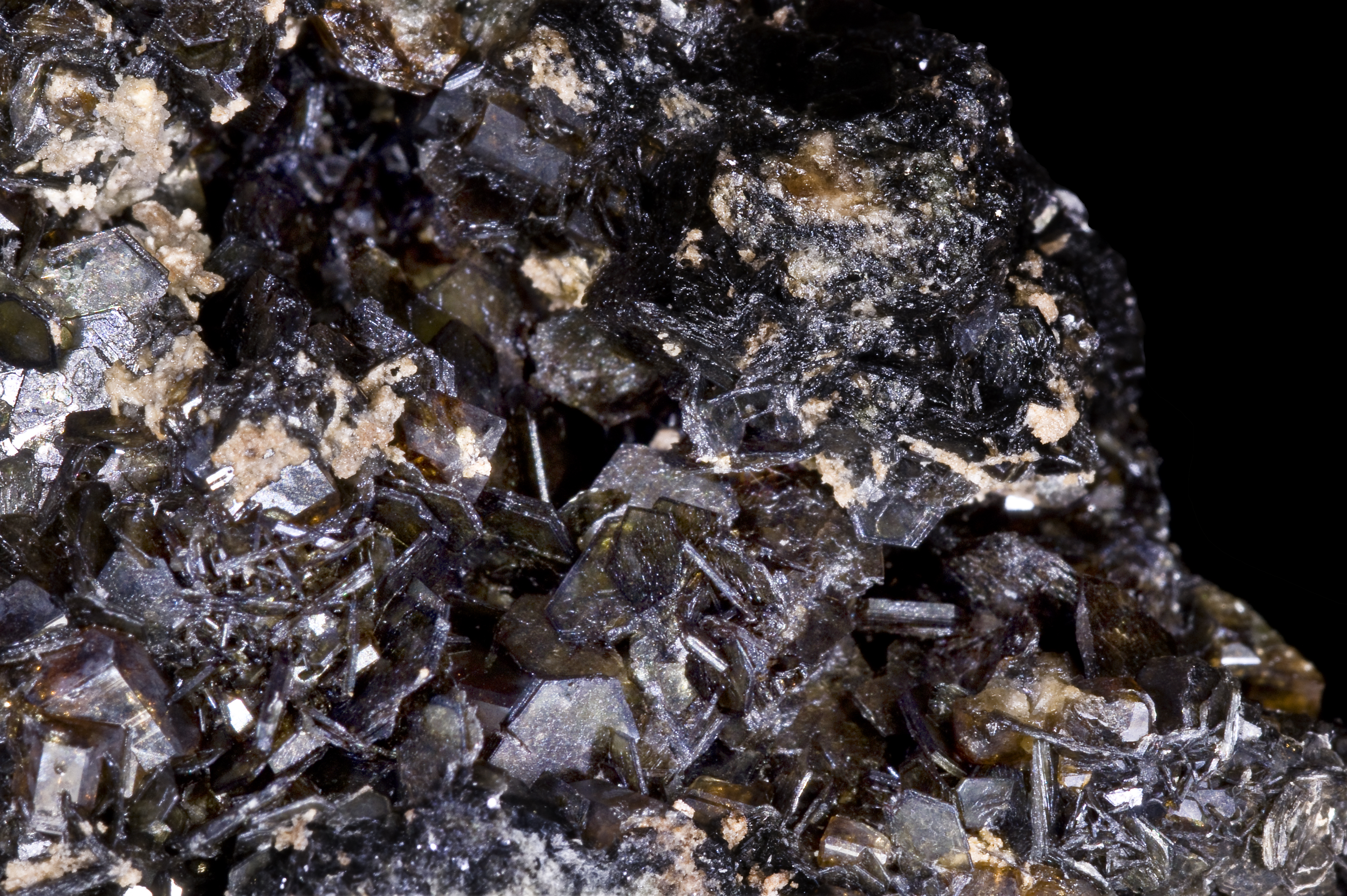
Biotite - Monte Somma Italie - (Vue 2,5 cm)
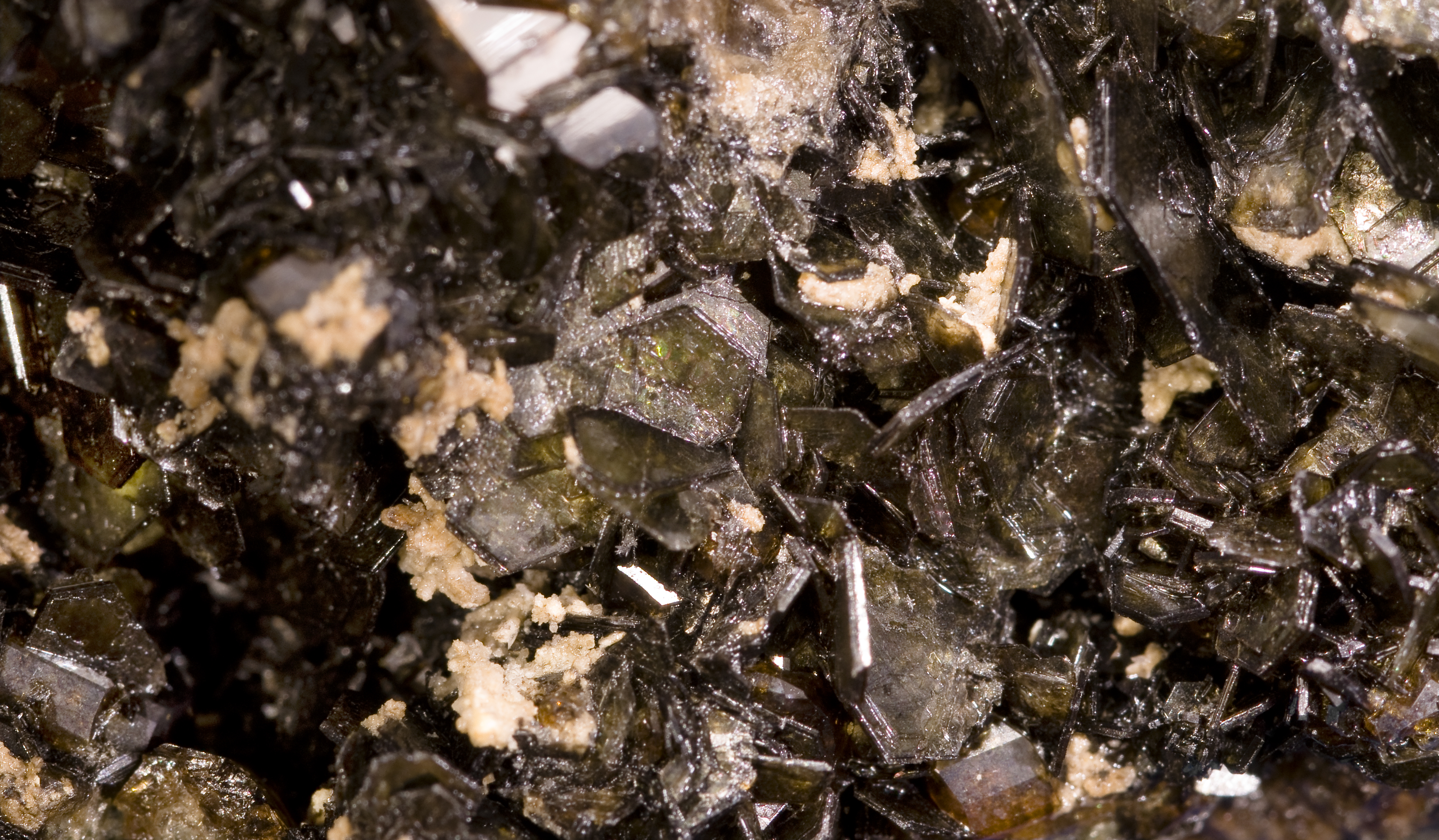
Biotite - Monte Somma Italie - (Vue 1,5 cm)
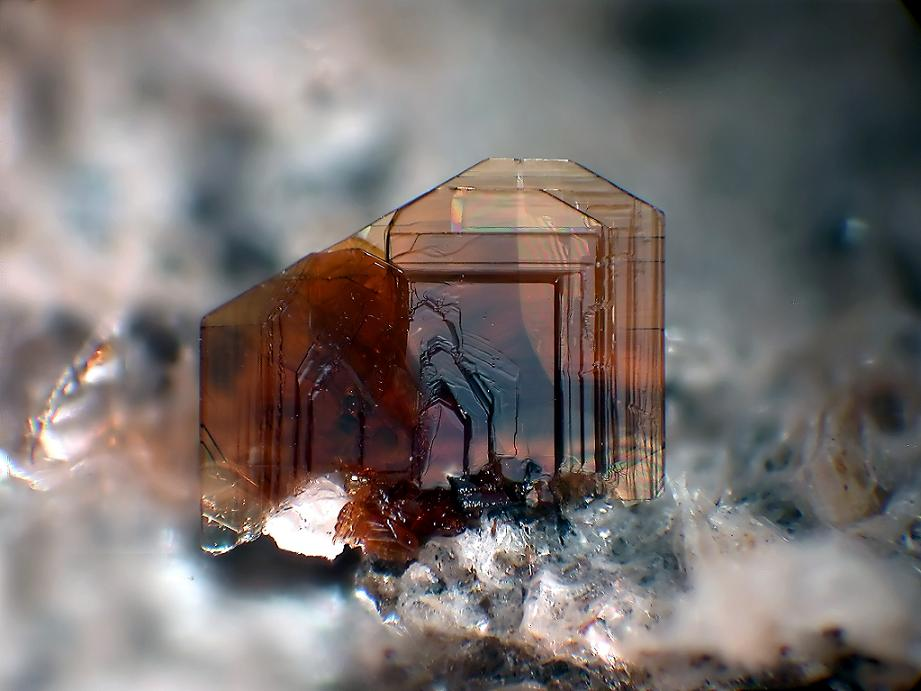
Biotite e - Ochtendung, Eifel, Allemagne
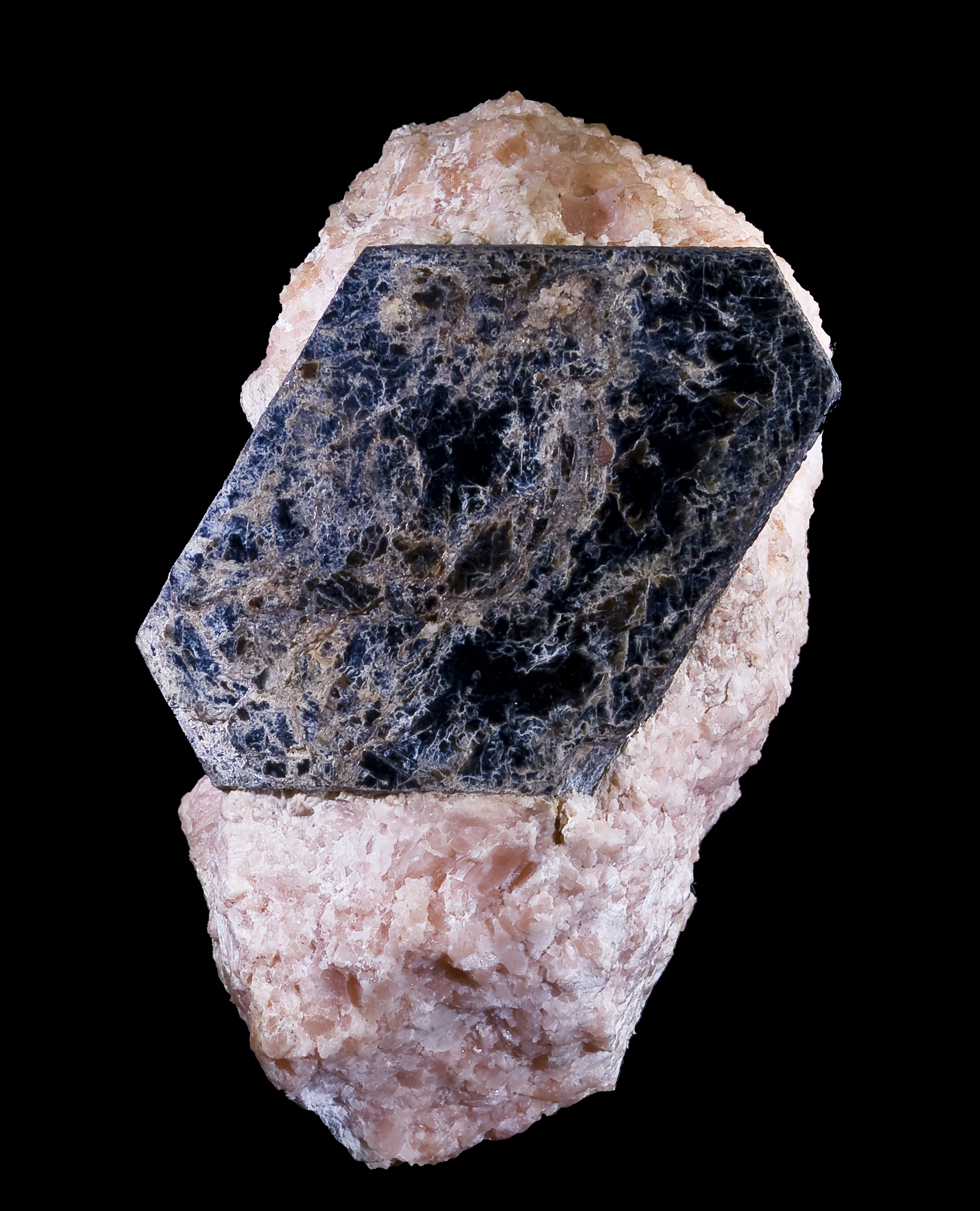
St-Pierre-de-Wakefield, Québec, Canada - 10x6cm